# Liste des œuvres d'Alphonse Daudet
Cet article contient la liste des œuvres d'Alphonse Daudet triées par genre.

## Œuvres premières

### Par catégories

#### Romans
- Le Petit Chose. Histoire d’un enfant, Pierre-Jules Hetzel, 1868
- Tartarin de Tarascon, E. Dentu, 1872
- Femmes d'artistes, Lemerre, 1874
- Fromont jeune et Risler aîné, Charpentier, 1874
- Jack, E. Dentu, 1876
- Le Nabab, Charpentier, 1877
- Les Rois en exil, Dentu, 1878
- Numa Roumestan : mœurs parisiennes, Charpentier, 1881
- L'Évangéliste, Dentu, 1883
- Sapho, Charpentier, 1884
- Tartarin sur les Alpes, Calmann-Lévy, 1885
- L'Immortel, Lemerre, 1888
- Port-Tarascon : dernières aventures de l'illustre Tartarin, Dentu et Guillaume, 1890
- Rose et Ninette, Flammarion, 1892
- La Petite Paroisse, Lemerre, 1895
- Le Trésor d’Arlatan, Charpentier et Fasquelle, 1897
- Soutien de famille, Fasquelle, 1898

#### Recueils de contes et de nouvelles
- Lettres de mon moulin, publiées en recueil par Pierre-Jules Hetzel en 1869 puis par Alphonse Lemerre qui les a complétées en 1879 ; initialement publiées dans la presse :
  - Avant-propos (1869, pour l'édition Hetzel)
  - Installation et La Diligence de Beaucaire (16 octobre 1868, Le Figaro)
  - Le Secret de maître Cornille (20 octobre 1866, L'Événement)
  - La Chèvre de monsieur Seguin (14 septembre 1866, L’Événement)
  - Les Étoiles (8 avril 1873, Le Bien public)
  - L'Arlésienne (31 août 1866, L’Événement)
  - La Mule du pape (30 octobre 1868, Le Figaro)
  - Le Phare des Sanguinaires (22 août 1869, Le Figaro)
  - L'Agonie de la Sémillante (7 octobre 1866, L’Événement)
  - Les Douaniers (11 février 1873, Le Bien Public)
  - Le Curé de Cucugnan (28 octobre 1866, L’Événement)
  - Les Vieux (23 octobre 1868, Le Figaro)
  - Ballades en prose : La Mort du Dauphin et Le Sous-préfet aux champs (13 octobre 1866, L’Événement)
  - Le Portefeuille de Bixiou (17 novembre 1868, Le Figaro)
  - La Légende de l'homme à la cervelle d'or (29 septembre 1866, L’Événement)
  - Le Poète Mistral (21 septembre 1866, L’Événement)
  - Les Trois Messes basses (1875, Contes du lundi)
  - Les Oranges (10 juin 1873, Le Bien public)
  - Les Deux Auberges (25 août 1869, Le Figaro)
  - À Milianah (1er février 1864, Revue nouvelle)
  - Les Sauterelles (25 mars 1873, Le Bien public)
  - L'Élixir du révérend père Gaucher (2 octobre 1869, Le Figaro)
  - En Camargue : Le Départ, La Cabane, À l'espère ! (À l'affût !), Le Rouge et le Blanc et Le Vaccarès (24 juin et 8 juillet 1873, Le Bien public)
  - Nostalgies de caserne (7 septembre 1866, L’Événement)
- Contes du lundi, 1873
- Robert Helmont, 1873
- Contes choisis, illustration d'Émile Bayard et Adrien Marie, 1883[1]
- Contes choisis : la fantaisie et l'histoire, 1886
- La Fédor, 1897

#### Autres nouvelles
- Promenades en Afrique (Le Monde illustré, 27 décembre 1862)
- Le Bon Dieu de Chemillé qui n'est ni pour ni contre (légende de Touraine, L'Événement, 21 juillet 1872)
- Le Singe (L'Événement, 12 août 1872)
- Le Père Achille (L'Événement, 19 août 1872)
- Salvette et Bernadou (Le Bien public, 21 janvier 1873)
- Le Cabecilla (Le Bien public, 22 avril 1873 et Le petit moniteur illustré, 26 juin 1887)
- Wood'stown, conte fantastique (Le Bien public, 27 mai 1873)
- La Dernière Classe

#### Théâtre
- Le Roman du Chaperon rouge (1859), Paris, Mazeto Square, coll. « Ab initio », 2016, 32 p.  (ISBN 978-2-919229-33-8)
- La Dernière Idole, drame en un acte et en prose, avec Ernest Lépine. Paris, théâtre de l'Odéon, 4 février 1862. Pièce entrée au répertoire de la Comédie-Française en 1904
- Les Absents, musique de Ferdinand Poise. Paris, Opéra-Comique, 26 octobre 1864
- L'Œillet blanc, avec Ernest Lépine. Paris, Théâtre-Français, 8 avril 1865
- Le Frère aîné, avec Ernest Lépine. Paris, théâtre du Vaudeville, 19 décembre 1867
- Lise Tavernier. Paris, théâtre de l'Ambigu, 29 janvier 1872
- L'Arlésienne, pièce de théâtre en trois actes, d'après la nouvelle de Daudet, musique de Georges Bizet. Paris, théâtre du Vaudeville, 1er octobre 1872
- Fromont jeune et Risler aîné, adaptation en 5 actes du roman de Daudet par Daudet et Adolphe Belot. Paris, théâtre du Vaudeville, 16 septembre 1876
- Jack, d'après le roman de Daudet. Paris, théâtre de l'Odéon, 11 janvier 1881
- Le Nabab. Paris, théâtre du Vaudeville, 30 janvier 1880
- Numa Roumestan, adaptation en 5 actes et 6 tableaux du roman par Daudet. Paris, théâtre de l'Odéon, 15 février 1887, et reprise au théâtre du Gymnase
- Sapho, adaptation en 5 actes du roman de Daudet par Daudet et Adolphe Belot. Paris, théâtre du Gymnase, 18 décembre 1885. Pièce entrée au répertoire de la Comédie-Française en 1912
- La Petite Paroisse (1895), pièce en 4 actes et 6 tableaux, avec Léon Hennique, mise en scène André Antoine, théâtre Antoine, 21 janvier 1901

#### Ouvrages autobiographiques
- Trente Ans de Paris, Marpon et Flammarion, 1888
- À travers ma vie et mes livres, Marpon et Flammarion, 1888
- Souvenirs d'un homme de lettres, Marpon et Flammarion, 1889
- Notes sur la vie, Charpentier, 1899
- La Doulou, 1929

### Par ordre chronologique
| Liste des œuvres de Alphonse Daudet (par ordre chronologique) |                                                                     | |                                                                                                 |                            | |
| Année                                                         | Œuvre                                                               | Genre                                                                                               | Publication originale                                                                           | Texte                      | Note |
| 1858                                                          | Les Amoureuses                                                      | Recueil de poésie                                                                                   |                                                                                                 | wikisource                 | Succès d'estime. Ces poèmes séduisent l'impératrice Eugénie qui lui permettra de devenir secrétaire du duc de Morny demi-frère de Napoléon III.                                      |
| 1861                                                          | La Double Conversion                                                | |                                                                                                 |                            | |
| 1862                                                          | La Dernière Idole                                                   | Drame en un acte et en prose, de Daudet et Ernest Lépine (qui signe du pseudonyme de Ernest Manuel) |                                                                                                 |                            | Représentation le 4/02/1862 au théâtre de l’Odéon. La pièce entre au répertoire de la Comédie-Française en 1904.                                                                     |
| 1862                                                          | Roman du Chaperon rouge                                             | Roman/conte                                                                                         | Michel Lévy, 1862                                                                               |                            | |
| 1863                                                          | Chapatin le tueur de lions                                          | | Le Figaro, 1863                                                                                 |                            | |
| 1864                                                          | Les Absents                                                         | Musique de Poise                                                                                    |                                                                                                 |                            | Représentation le 26/10/1864 à l’Opéra-Comique. |
| 1865                                                          | L'Œillet blanc                                                      | Pièce de théâtre de Daudet et Ernest Lépine                                                         |                                                                                                 |                            | Représentation le 8/04/1865 au Théâtre-Français |
| 1865                                                          | Lettres sur Paris                                                   | | Publication dans Le Moniteur universel du soir, 1865                                            |                            | |
| 1865                                                          | Lettres du village                                                  | | Publication dans Le Moniteur universel du soir, 1865                                            |                            | |
| 1866                                                          | Le Petit Chose                                                      | Roman autobiographique                                                                              | 1. Parution dans Le Moniteur universel du soir, à partir du 27/11/1866 2. Hetzel, 1868          | Texte wikisource           | Souvenirs de maître d'étude d'Alphonse Daudet au collège d'Alès |
| 1867                                                          | Frère aîné                                                          | Pièce de théâtre de Daudet et Ernest Lépine (qui signe du pseudonyme de Ernest Manuel)              |                                                                                                 |                            | Représentation le 19/12/1867 au théâtre du Vaudeville |
| 1870                                                          | Les Lettres de mon moulin                                           | Recueil de nouvelles                                                                                | Publication de la 1re série dans L’Événement, 1866                                              | wikisource                 | |
| 1870                                                          | Tartarin de Tarascon                                                | Roman                                                                                               | 1. Publication dans Le Figaro en février-mars 1870 2. Dentu, 1872                               | Texte, wikisource          | 1er volet de la trilogie de Tarascon |
| 1871                                                          | Lettres à un absent                                                 | |                                                                                                 |                            | |
| 1872                                                          | Lise Tavernier                                                      | Pièce de théâtre                                                                                    |                                                                                                 |                            | Représentation le 29/011872 à l’Ambigu |
| 1872                                                          | L'Arlésienne                                                        | Pièce de théâtre en trois actes, d'après la nouvelle de Daudet. Musique de Georges Bizet            |                                                                                                 |                            | Représentation le 1/10/1872 au théâtre du Vaudeville |
| 1873                                                          | Contes du lundi                                                     | | Lemerre, 1873                                                                                   | wikisource                 | |
| 1874                                                          | Femmes d'artistes                                                   | | Lemerre, 1874                                                                                   |                            | |
| 1874                                                          | Robert Helmont                                                      | Recueil                                                                                             | 1. Publication en feuilleton dans Le Moniteur universel 2. Dentu, 1874                          | Textes en ligne            | |
| 1874                                                          | Fromont jeune et Risler aîné                                        | Roman                                                                                               | 1. Publication en feuilleton dans Le Bien Public 2. Charpentier, 1874                           | wikisource                 | Premier succès romanesque de Daudet. Adaptation au théâtre par Daudet et Belot : représentation le 16/09/1876 au théâtre du Vaudeville, prix de Jouy de l’Académie française en 1875 |
| 1875                                                          | Jack                                                                | Roman                                                                                               | 1. Parution en feuilleton dans Le Moniteur universel du 15/06 au 2/10/1875 2. Dentu, 1876       | wikisource                 | Adaptation théâtrale : représentation le 11/01/1881 au théâtre de l'Odéon |
| 1877                                                          | Le Nabab                                                            | Roman                                                                                               | 1. Parution en feuilleton dans Le Temps du 12/07 au 26/10/1877. 2. Charpentier, 1878            | Texte en ligne, wikisource | Adaptation théâtrale : représentation le 30/01/1880 au théâtre du Vaudeville |
| 1878                                                          | Le Char                                                             | Opéra de Daudet et Paul Arène, musique d’Émile Pessard                                              |                                                                                                 |                            | Représentation le 18/01/1878 à l’Opéra-Comique |
| 1879                                                          | Les Rois en exil                                                    | Roman                                                                                               | 1. Parution en feuilleton dans Le Temps du 15/08 au 10/10/1879 2. Dentu, 1879                   |                            | Adaptation théâtrale de Paul Delair : représentation le 1/12/1883 au théâtre du Vaudeville.                                                                                          |
| 1881                                                          | Numa Roumestan : mœurs parisiennes                                  | Roman                                                                                               | 1. Parution en feuilleton dans L’Illustration du 14/05 au 16/07/1881 2. Charpentier, 1881       | wikisource, Texte          | Version théâtrale : représentation le 15/02/1887 au théâtre de l'Odéon |
| 1882                                                          | L'Évangéliste                                                       | Roman                                                                                               | 1. Publication en feuilleton dans Le Figaro du 6/12/1882 au 9/01/1883 2. Dentu, 1883            |                            | |
| 1884                                                          | Sapho : mœurs parisiennes                                           | | 1. Parution en feuilleton dans L’Écho de Paris du 16/04 au 28/05/1884 2. Charpentier, 1884      | wikisource Texte           | Représentation le 18/12/1885 au théâtre du Gymnase |
| 1885                                                          | Tartarin sur les Alpes                                              | | Calmann-Lévy, 1885                                                                              | wikisource Texte           | Deuxième volume de la trilogie de Tartarin. 250 000 exemplaires vendus en quelques mois.                                                                                             |
| 1886                                                          | La Belle Nivernaise : histoire d'un vieux bateau et de son équipage | | Marpon et Flammarion, 1886                                                                      | wikisource Texte           | La Belle Nivernaise sur Commons |
| 1888                                                          | Trente Ans de Paris                                                 | Recueil autobiographique                                                                            | Marpon et Flammarion, 1888                                                                      |                            | |
| 1888                                                          | L'Immortel                                                          | Roman                                                                                               | 1. Publication en feuilleton dans L’Illustration du 5/05 au 7/07/1888 2. Alphonse Lemerre, 1888 | Texte, wikisource          | |
| 1888                                                          | À travers ma vie et mes livres                                      | | 1. Marpon et Flammarion, 1888                                                                   |                            | |
| 1889                                                          | Souvenirs d'un homme de lettres                                     | Recueil de textes déjà publiés                                                                      | Marpon et Flammarion, 1888                                                                      | wikisource                 | |
| 1889                                                          | La Lutte pour la vie                                                | |                                                                                                 |                            | Représentation le 30/10/1889 au théâtre du Gymnase |
| 1890                                                          | Port-Tarascon : dernières aventures de l'illustre Tartarin          | | Le Figaro, Dentu et Guillaume, novembre 1890                                                    | Texte wikisource           | Dernier volume de la trilogie de Tartarin |
| 1890                                                          | L'Obstacle                                                          | Pièce de théâtre                                                                                    |                                                                                                 |                            | Représentation le 27/12/1890 au théâtre du Gymnase |
| 1892                                                          | Rose et Ninette                                                     | Roman                                                                                               | 1. Parution en feuilleton dans L’Écho de Paris du 31/01 au 24/02/1892 2. Flammarion, 1892       |                            | |
| 1892                                                          | La Menteuse                                                         | Pièce en 3 actes de Daudet et Léon Hennique                                                         |                                                                                                 |                            | Représentation le 4/02/1892 au théâtre du Gymnase |
| 1894                                                          | Entre les frises et la rampe                                        | Recueil de chroniques théâtrales                                                                    | Dentu, 1894                                                                                     |                            | |
| 1894                                                          | La Petite Paroisse                                                  | Roman                                                                                               | 1. Publication en feuilleton dans L’Illustration du 20/10/1894 au 26/01/1895 2. Lemerre, 1895   |                            | |
| 1896                                                          | La Fédor                                                            | Nouvelle                                                                                            | Guillaume, 1896                                                                                 |                            | |
| 1896                                                          | Le Trésor d’Arlatan                                                 | Roman                                                                                               | 1. Parution en feuilleton dans Le Figaro du 1er au 8/12/1896 2. Charpentier et Fasquelle, 1897  |                            | |
| 1897                                                          | La Fédor                                                            | Recueil de nouvelles                                                                                | Flammarion, 1897                                                                                |                            | |
| 1897                                                          | Soutien de famille                                                  | Roman                                                                                               | 1. Parution en feuilleton dans L'Illustration à partir du 27/11/1897 2. Fasquelle, 1898         |                            | La publication s’achèvera après la mort de Daudet le 16/12/1897 |
| 1929                                                          | La Doulou                                                           | |                                                                                                 |                            | Ouvrage posthume dont les écrits datent de l'année 1888. Daudet y décrit ses douleurs physiques dues à sa maladie incurable.                                                         |

## Œuvres secondes, adaptations

### Cinéma
- L'Arlésienne
  - L'Arlésienne réalisé par Albert Capellani (France, 1908)
  - L'Arlésienne réalisé par André Antoine (France, 1922). Avec Lucienne Bréval, Gabriel de Gravone, Ravet, Berthe Jalabert, Maguy Deliac, Charles de Rochefort, Maria Fabris
  - L'Arlésienne réalisé par Jacques de Baroncelli (France, 1930). Avec José Noguero, Germaine Dermoz, Blanche Montel, Charles Vanel, Maurice Schutz, Jim Gerald, Jean Mercanton
  - L'Arlésienne réalisé par Marc Allégret (France, 1942)
- La Belle Nivernaise
  - La Belle Nivernaise réalisé par Jean Epstein (France, 1924). Avec Blanche Montel, Maurice Touze, Madame Lacroix, Pierre Hot, Max Bonnet, Jean-David Evremond
- Le Nabab
  - Le Nabab réalisé par Albert Capellani (France, 1913)
- Le Petit Chose
  - Le Petit Chose réalisé par Georges Monca (France, 1912)
  - Le Petit Chose réalisé par André Hugon (France, 1923)
  - Le Petit Chose réalisé par Maurice Cloche (France, 1938)
- Tartarin de Tarascon
  - Tartarin de Tarascon réalisé par Georges Méliès (France, 1908)
  - Tartarin de Tarascon réalisé par Raymond Bernard (France, 1934)
  - Tartatin de Tarascon réalisé par Francis Blanche et Raoul André (France, 1962)
- Sapho
  - Sapho réalisé par Léonce Perret (1934). Avec Mary Marquet

### Télévision
Dans les années 1960-1970 sous forme de feuilleton Jack.

### Bandes dessinées
- Les Lettres de mon moulin (Tome 1). Adaptation et dessins Mittéï. Dupuis, 1979. (Les meilleurs récits du journal de Spirou).  (ISBN 2-8001-0652-2)
- Les Lettres de mon moulin (Tome 2). Adaptation et dessins Mittéï. Dupuis, 1982. (Les meilleurs récits du journal de Spirou).  (ISBN 2-8001-0942-4)
- Les Lettres de mon moulin (Tome 3). Adaptation et dessins Mittéï. Dupuis, 1985. (Les meilleurs récits du journal de Spirou).  (ISBN 2-8001-1171-2)
- Le Petit Chose. Je Bouquine, mai 1993, no 111.
- La Chèvre de Monsieur Seguin. Je Bouquine, février 1996, no 144.
- Les Lettres de mon moulin (Intégrale). Adaptation et dessins Mittéï. Joker éditions, 2002.  (ISBN 2-87265-216-7)
- Tartarin de Tarascon. Adaptation et dessins Pierre Guilmard ; livre audio lu par Yvan Verschueren. Adonis, 2007, 64 p. (Romans de toujours).  (ISBN 978-9953-493-03-9)

### Versions audio
- La Chèvre de Monsieur Seguin / Alphonse Daudet ; voix de Jacques Probst; mis en musique par la Fanfare du Loup, Genève, illustrations de Anne Wilsdorf. Éditions Quiquandquoi, Genève. Diffusion, distribution L'atelier du poisson soluble 1 livre-CD.
- La Chèvre de Monsieur Seguin / Alphonse Daudet ; voix de Pierre Brasseur. Paris : Adès ; Maurepas : distrib. Adès, 1987. 1 livre-disque : 45 t. (Le Petit ménestrel).
- La Chèvre de Monsieur Seguin / Henri Tomasi ; Alphonse Daudet ; voix de Michel Galabru ; chants Jacqueline Maréchal ; Maîtrise et orchestre de chambre de l'O.R.T. F. ; Jacques Jouineau, dir. Paris : Adès ; Maurepas : distrib. Adès, 1990. 1 cass audio : Dolby. (Évasion jeunesse).
- Les Lettres de mon moulin d'après l'œuvre d'Alphonse Daudet ; voix de Franck Fernandel. Villetaneuse : Vogue ; Villetaneuse : distrib. Vogue France, 1991. 1 disque compact (1 h 6 min 15 s).
- La Cabano ; La Cabro de mossu seguin ; Le Secret de meste Cournilho ; La Miolo dou papo / Alphonse Daudet ; [Interprètes non mentionnés]. Avignon : Centre départemental de documentation pédagogique (Vaucluse) ; Avignon : distrib. Centre départemental de documentation pédagogique (Vaucluse), 1991. 1 cass audio.